# Rete tranviaria di Mülheim e Oberhausen
La rete tranviaria di Mülheim e Oberhausen è la rete tranviaria che serve le città tedesche di Mülheim an der Ruhr e Oberhausen. È composta da quattro linee.

## Storia
La prima linea tranviaria di Mülheim aprì il 09 luglio 1897; nel 1900 fu collegata con la rete tranviaria di Essen, e nel 1928 con la rete tranviaria di Oberhausen (anch'essa aperta nel 1897).
Negli anni sessanta il comune di Oberhausen decise di chiudere la sua rete tranviaria, in gran parte a binario unico e in pessime condizioni, sostituendola con autolinee; il processo, iniziato nel 1964, terminò quattro anni dopo; nel 1971 fu il turno della linea tra la stazione di Oberhausen e Mülheim (facente capo alla rete di quest'ultima città) e nel 1974 l'ultima tratta tranviaria rimasta, parte della rete della Vestische Straßenbahnen, cessò l'esercizio. I tram tornarono ad Oberhausen nel 1996, con l'apertura di una nuova linea che la collegava a Mülheim.

### Testi di approfondimento
- (DE) Fritz D. Kegel, U-Bahnen in Deutschland. Planung Bau Betrieb, Düsseldorf, Alba Buchverlag, 1971,  p. 73, ISBN non esistente.